# 张家场乡
张家场乡，是中华人民共和国山西省大同市左云县下辖的一个乡镇级行政单位。

## 行政区划
张家场乡下辖以下地区：
张家场村、远尚村、大堡角村、旧高山村、朱儿洼村、小厂子村、九队村、清水河村、曹村、云西村、梅家窑村、施村、双泥河村、长城岭村、纸方头村、杨千堡村、南杏庄村、玉奎堡村、北杏庄村、贾家窑村、夏家河村、胡家屯村、杨户岭村、马兵村、双官屯村、南端午村、东窑头村、秀女村、盐圪塔村、东红崖村、南周窑村和杏元村。